# ブリヂストン・ワイルドウエスト
ブリヂストン・ワイルドウエストは、ブリヂストンサイクルが1990年代に販売していた本格的なマウンテンバイク(MTB)のブランドである。

## 概要
1990年代、日本でマウンテンバイクがブームを巻き起こした。
その中で日本国内自転車メーカーとして初めてアラヤが”マディフォックス”を投入した。これに対抗し、ブリヂストンサイクルはマウンテンバイクブランド”ワイルドウェスト”の販売を開始する。
その後、マウンテンバイクブームの終焉、クロスバイクの台頭、ロードバイクブーム再燃など、各社のマウンテンバイク市場からの撤退や規模縮小をする中、ブリヂストンサイクルもブランドネームの再編を行う。
その系譜は、現在ブリヂストン・アンカー、ブリヂストン・アンカースポーツに引き継がれている。

## 仕様
当初、クロモリフレームが主力であった。特に1991年7月に発売された、新最適形状理論「Neo Contour Optimization Theory」の頭文字をとった「Neo-Cot(ネオコット)」フレームの1号機「ワイルドウエスト・ネオコットDX」が発売された。
これは当時闇雲にオーバーサイズ化に走る傾向にあったフレーム設計に疑問符を投げかけたことから開発が始まったとされる。
そのため「ワイルドウエスト・ネオコットDX」はオーバーサイズヘッドに主流が移ろうとしていた時期に敢えてノーマルサイズヘッドを使用している。
そして当初の目的であった剛性のアップは実現したわけだが、もう一つの大きな「軽量化」という課題が残されていた。
発売当初は重量はむしろヘヴィー級とも言える。
2011年現在発売されている後継「アンカー・XNC7」ではチューブの肉薄化、スピニングバテッド加工技術の採用等でフレーム単体で「ワイルドウエスト・ネオコットDX(420mmサイズ)」約2600g→(XNC7(420mmサイズ))1770gにまで軽量化されている。